# Region Tesalia
Region Tesalia (nwgr. Θεσσαλία, trl. Thessalía) – jeden z 13 regionów administracyjnych Grecji położony w środkowej części kraju. Obejmuje swoim obszarem krainę historyczną Tesalia oraz część archipelagu Sporad. Region graniczy od zachodu z regionem Epir, od północy z regionem Macedonia Zachodnia i regionem Macedonia Środkowa zaś od południa z regionem Grecja Środkowa. Od wschodu część lądową regionu ogranicza Morze Egejskie, przez które graniczy on z regionem Wyspy Egejskie Północne.
Stolicą regionu jest Larisa.
Administracyjnie region Tesalia podzielony jest bezpośrednio na 25 gmin (demosów), zgrupowanych w 5 jednostek regionalnych, które nie stanowią szczebla greckiej administracji:
- jednostka regionalna Karditsa ze stolicą w Karditsie,
- jednostka regionalna Larisa ze stolicą w Larisie,
- jednostka regionalna Magnezja ze stolicą w Wolosie,
- jednostka regionalna Sporady ze stolicą w Skiatos,
- jednostka regionalna Trikala ze stolicą w Trikali.